# 鐵星
鐵星是一種假想中的緻密星，可能會在極遙遠的未來、距今約101500年之後出現。
在所有核素中，鐵-56具有近乎最高的結合能，也是核子平均質量最低的原子核，是核分裂與核融合的終點。 該理論認為只要時間夠長，所有物質最終都會自發轉變成鐵。其中輕原子核會透過量子穿隧進行冷核融合並最終融合成鐵-56；重原子核則會透過自發裂變與α衰變衰變成鐵-56，最終將整個恒星變成冰冷的鐵球。
這種天體是否會形成取決於質子是否會衰變。而到了約101026至101076年之後，鐵星將進一步坍縮為中子星或黑洞。